# Незвир
Незвир (укр. Незвір) — село в Рожищенской городской общине Луцкого района Волынской области Украины.
До 2020 года входило в Рожищенский район.
Код КОАТУУ — 0724583503. Население по переписи 2001 года составляет 238 человек. Почтовый индекс — 45115. Телефонный код — 3368. Занимает площадь 0,005 км².